# Пекин-Центральный
Пеки́н-Центральный (кит. 北京站, пиньинь Běijīng zhàn, палл. Бэйцзин чжань, дословно «станция Пекин») — одна из 3 основных железнодорожных станций Пекина.

## История
Станция заложена в 1901 году, а открыта через два года — в 1903 году. Современное здание было построено в 1950-х годах и с архитектурной точки зрения является смесью традиционного стиля и стиля 50-х годов.

## Описание
Вокзал расположен в центре города рядом с проспектом Цзяньгомэнь, в пределах второй кольцевой автодороги. Поезда проходят через бывшие городские ворота в Дунбяньмэнь.
После постройки в 1996 году Западного вокзала пассажирооборот несколько снизился, однако по-прежнему остаётся высоким. С Пекинского вокзала обычно отправляются поезда в Маньчжурию (включая Харбин, Шэньян и Далянь), Шаньдун (включая Циндао и Цзинань), восточное побережье Китая (включая Шанхай, Нанкин и Ханчжоу) и Внутреннюю Монголию, а также международные поезда в Северную Корею и Монголию. Остальные направления обслуживает западный вокзал.
Через вокзал проходит 2 (кольцевая) линия Пекинского метрополитена (до 1970-х годов — конечная станция), а также многочисленные автобусные и троллейбусные линии. На данный момент закончена постройка западной дороги к вокзалу, ведутся работы по постройке восточной дороги.